# Бекарево
Бекарево — деревня в Шекснинском районе Вологодской области.
Входит в состав сельского поселения Юроченского, с точки зрения административно-территориального деления — в Юроченский сельсовет.
Расстояние по автодороге до районного центра Шексны — 42 км, до центра муниципального образования Юрочкино — 6 км. Ближайшие населённые пункты — Вакарино, Панфилово, Кузьминское.
По переписи 2002 года население — 13 человек.